# Завгородній Олексій Варфоломійович
Олексі́й Варфоломі́йович Завгоро́дній — радянський і партійний діяч, 1934 — член ВУЦВК.

## З життєпису
Був у комнезамі, створював машинно-тракторну станцію. Входив до складу Криничанського райвиконкому. Перший голова колгоспу «За краще життя» — 1930—1941 роки, Семенівка, Криничанський район. Був делегатом VII З'їзду Рад СРСР 1935 року, член ЦВК СРСР від Дніпропетровської області. Делегат ІІ Всесоюзного з'їзду колгоспників-ударників.
Його син — Завгородній Сергій Олексійович, український письменник, член Спілки письменників СРСР, двічі обирався головою Дніпропетровської обласної спілки письменників України.